# Teratomyces philonothi
Teratomyces philonothi är en svampart som beskrevs av Thaxt. 1901. Teratomyces philonothi ingår i släktet Teratomyces och familjen Laboulbeniaceae.   Inga underarter finns listade i Catalogue of Life.